# Canalisporium caribense
Canalisporium caribense är en svampart som först beskrevs av Hol.-Jech. & Mercado, och fick sitt nu gällande namn av Nawawi & Kuthub. 1989. Canalisporium caribense ingår i släktet Canalisporium, divisionen sporsäcksvampar och riket svampar.   Inga underarter finns listade i Catalogue of Life.